# Carneira
Carneira é uma das comunidades indígenas do município de Marcação, no estado brasileiro da Paraíba. A maior parte de seus habitantes é da etnia potiguara.